# شامار (سلنگه)
شهرستان شامار (به زبان مغولی: Шаамар сум، [Šaamar sum]؛ ᠱᠠᠮᠠᠷ ᠰᠤᠮᠤ، [šamar sumu]) یک شهرستان (سُوم) در مغولستان است که در استان سلنگه واقع شده‌است. شامار ۶۷۱٫۹۱ کیلومتر مربع مساحت دارد.

## تقسیمات اداری
شهرستان شامار متشکل از ۳ قصبه (باغ) می‌باشد، شامل:
- اوخیندِی (مغولی: Охиндий баг، [Oxindij bag]؛ ᠦᠬᠢᠨᠳᠡᠢ ᠪᠠᠭ، [ükindei baɣ])
- دِلگِرخان (مغولی: Дэлгэрхаан баг، [Delgerxaan bag]؛ ᠳᠡᠯᠭᠡᠷ ᠬᠠᠭᠠᠨ ᠪᠠᠭ، [delger qaɣan baɣ])
- دولان‌اول (مغولی: Дулаанхаан баг، [Dulaanxaan bag]؛ ᠳᠣᠯᠠᠭᠠᠨ ᠬᠠᠭᠠᠨ ᠪᠠᠭ، [dolaɣan qaɣan baɣ])